# Andrei Kondryschew
Andrei Kondryschew (kasachisch Андрей Кондрышев, * 24. August 1983 in Qostanai) ist ein ehemaliger kasachischer Skilangläufer.

## Werdegang
Kondryschew trat international erstmals bei den Junioren-Skiweltmeisterschaften 2003 in Sollefteå in Erscheinung. Seine besten Platzierungen dabei waren der 21. Platz im 30-km-Massenstartrennen und der vierte Rang mit der Staffel. Sein Debüt im Weltcup hatte er im November 2004 in Gällivare, welches er auf dem 17. Platz mit der Staffel beendete. Bei den nordischen Skiweltmeisterschaften im folgenden Jahr in Oberstdorf belegte er den 48. Platz im Sprint und den 34. Rang im 50-km-Massenstartrennen. In der Saison 2005/06 holte er in Oberstdorf mit dem 30. Platz im Skiathlon und den 28. Rang im Sprint seine ersten Weltcuppunkte und errang bei den Olympischen Winterspielen 2006 in Turin den 60. Platz im Skiathlon und den 54. Platz im 50-km-Massenstartrennen. In der folgenden Saison gewann er bei der Winter-Universiade 2007 in Pragelato die Goldmedaille mit der Staffel. Zudem kam er dort auf den 14. Platz im Sprint und auf den vierten Rang über 10 km Freistil. Auch bei den  Winter-Asienspielen 2007 in Changchun holte er die Goldmedaille mit der Staffel und zudem die Silbermedaille über 30 km Freistil. Seine letzten Weltcuprennen absolvierte er im Januar 2010 in Rybinsk. Dort belegte er den zehnten Platz im Teamsprint und erreichte mit dem 24. Platz im Sprint seine beste Einzelplatzierung im Weltcup.

## Teilnahmen an Weltmeisterschaften und Olympischen Winterspielen

### Olympische Winterspiele
- 2006 Turin: 54. Platz 50 km Freistil Massenstart, 60. Platz 30 km Skiathlon

### Nordische Skiweltmeisterschaften
- 2005 Oberstdorf: 34. Platz 50 km klassisch Massenstart, 48. Platz Sprint klassisch
- 2007 Sapporo: DSQ 50 km klassisch Massenstart